# Untertanenprozess

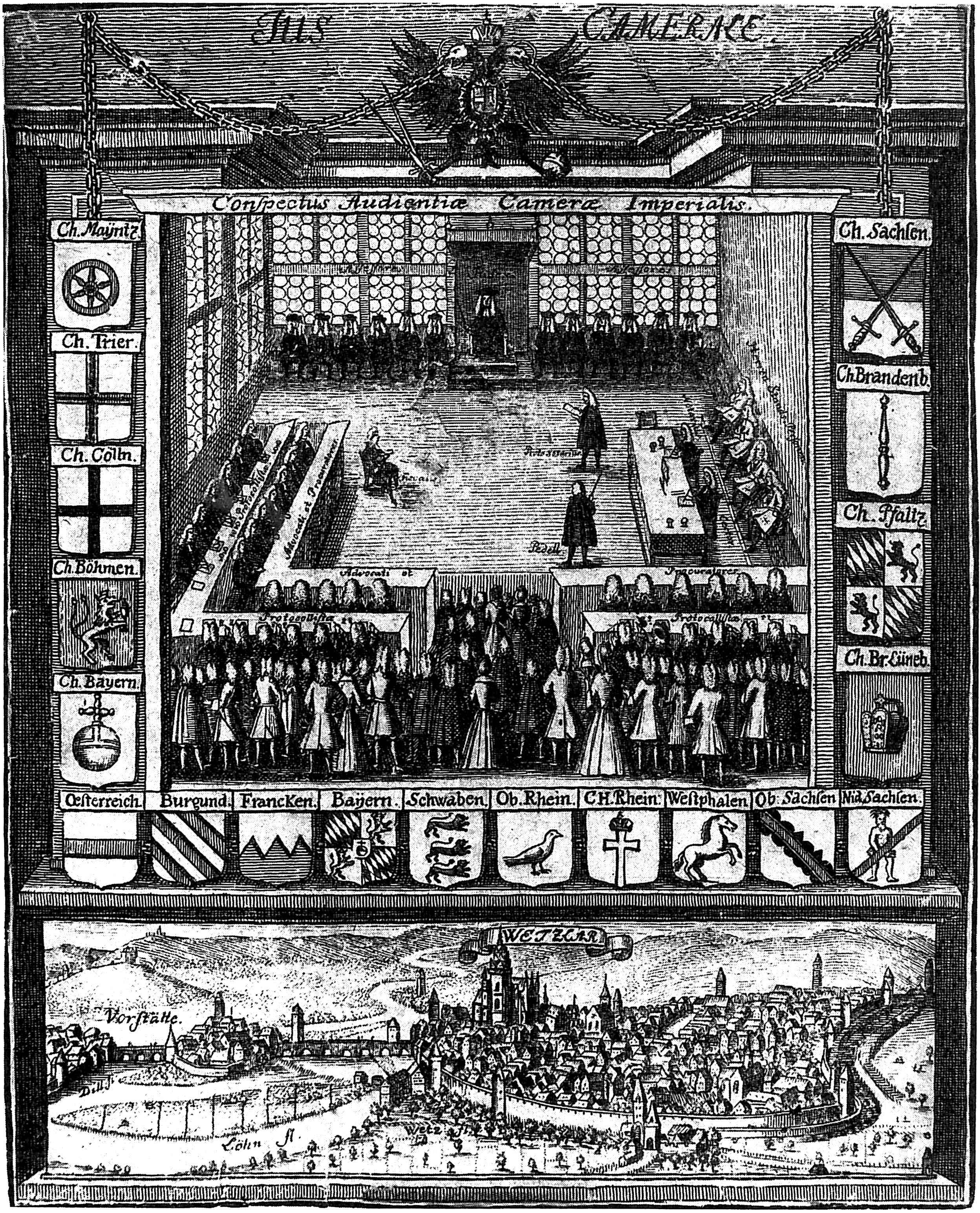
Audienz am Reichskammergericht, Kupferstich, 1750

Als Untertanenprozesse bezeichnen Rechtshistoriker diejenigen Gerichtsverfahren im Heiligen Römischen Reich Deutscher Nation, die Untertanen einzelner Reichsstände seit Beginn der Frühen Neuzeit gegen ihre reichsunmittelbare Landesherrschaft anstrengen konnten.

## Entstehung und Streitgegenstände
Im Zuge der Reichsreform unter Maximilian I. hatte der Reichstag zu Worms im Jahr 1495 das mittelalterliche Fehderecht abgeschafft, den Ewigen Landfrieden verkündet und als Mittel der friedlichen Konfliktlösung das Reichskammergericht geschaffen. Diesem obersten Organ der Rechtsprechung im Reich stellte König Maximilian 1498 den Reichshofrat als weitere, allein von ihm kontrollierte letzte Instanz zur Seite. Der Deutsche Bauernkrieg von 1524/25 verdeutlichte die Notwendigkeit, Wege der friedlichen Konfliktlösung zu verbessern. So entstand in seinem Gefolge ein eine umfangreiche Bauernrechtsliteratur, und 1555 schuf die Reichskammergerichtsordnung auch die materiellen Voraussetzungen dafür, dass Untertanen Klage gegen ihre Landesherrschaft erheben konnten.
Sie hatten nun die Möglichkeit, einzeln oder kollektiv an eines der beiden obersten Gerichte zu appellieren, wenn sie den Rechtsweg vor den territorialen Gerichten ausgeschöpft hatten oder diese die Annahme ihrer Klage verweigerten. Bei Kollektivklagen ging es zumeist um Rechtsstreitigkeiten zwischen Dorf- oder Stadtgemeinden und ihrer jeweiligen Landesherrschaft, etwa um Wald- und Weide-, Mastungs-, Jagd- und Fischereirechte oder um die Rechtmäßigkeit von Frondiensten, Steuern und Abgaben. Klagen von Einzelpersonen richteten sich zumeist gegen Eingriffe der Obrigkeit in tatsächlich oder vermeintlich erworbene Rechte und Privilegien oder gegen Urteile der Territorialgerichte.

## Möglichkeiten und Grenzen
Nach Titel XLI der Reichskammergerichtsordnung von 1555 wurde das Rechtsmittel der Appellation ausdrücklich auch „armen partheien“ eröffnet, die sich die üblichen Prozessgebühren nicht leisten konnten. Ihnen sollten „advocaten und procurator zugeordnet und vergebens gedient“, das heißt Anwalt und Untersuchungsrichter kostenlos zur Verfügung gestellt werden. Die Gerichtskosten sollte ein Armer erst dann zahlen, wenn er „zu besserer vermüglichkeyt keme“. Von der Klagemöglichkeit wurde reger Gebrauch gemacht. Einen Höhepunkt erreichte die Prozesswelle am Reichskammergericht in den 1590er Jahren, als jährlich etwa 700 Klagen eingereicht wurden. Um 1600 galt der Untertanenprozess als die alltägliche Form bäuerlichen Widerstands gegen obrigkeitliche Maßnahmen. Dagegen wurden bereits Ende des 16. Jahrhunderts Missbrauchsvorwürfe seitens der Landes- und Grundherren laut. So beschwerten sich 1586 einzelne Stände des Niederrheinisch-Westfälischen Reichskreises, dass
„viele mutwillige untertanen sich wider fugh und recht gegen ir von Gott verordnete obrigkeit ufflehnen und wan sie durch dieselbige obrigkeit ires ungehorsams und frevels halben gestrafft, sie alsbalt beschwerliche prozessen am kammergericht und des mehrer teil et falsis narratis außsprengen [d.h.: mit falschen Angaben anstrengen], dadurch dan ir mutwill gesteift und gutte polizei [d.h.: gute Ordnung] nicht voll zu underhalten“.
Die Reichsfürsten mussten schon die Tatsache, dass es überhaupt eine Appellationsinstanz jenseits ihrer Zuständigkeit gab, als Einschränkung ihrer Souveränität verstehen. Sie versuchten daher vielfach, beim Kaiser ein Privilegium de non appellando zu erwirken. Als privilegium limitatum beschränkte dieses das Appellationsrecht der Untertanen entweder auf bestimmte Rechtsfälle oder auf solche ab einem gewissen Streitwert. Als privilegium illimitatum versperrte es ihnen den Weg zu einem der Reichsgerichte vollständig, es sei denn, die Territorialgerichte hätten zuvor die Annahme ihres Falles verweigert. Den Kurfürsten hatte der Kaiser dieses Privileg bereits in der Goldenen Bulle zugestanden; fast alle größeren Reichsstände erhielten es bis zur Mitte des 17. Jahrhunderts. Aber auch sie schufen nun oberste Appellationsgerichtshöfe als letzte Instanz. Den Bewohnern der kleinen und mittleren Territorien stand der Weg zu den Reichsgerichten weiterhin offen.

## Bedeutung
Trotz der Ausnahmen durch das Privilegium de non appellando schuf die Möglichkeit des Untertanenprozesses im römisch-deutschen Reich bereits zu einem frühen Zeitpunkt eine relativ moderne Rechtswegegarantie. Zudem wurde die Spruchpraxis des Reichskammergerichts in einer umfangreichen Bauernrechtsliteratur dargestellt, zusammengefasst, kommentiert und verbreitet. Beides trug nach heutiger Expertensicht dazu bei, dass es nach dem Bauernkrieg in Deutschland – anders als etwa in Frankreich oder England – kaum noch zu größeren Aufstandsbewegungen der Landbevölkerung kam. Es bildete sich ein Rechtsbewusstsein aus, das nicht in der Fehde, sondern in einem nach festen Regularien ausgetragenen Rechtsstreit das letzte Mittel der innerstaatlichen Konfliktbewältigung und Friedenssicherung sah. Dass dem so war, zeigt sich an der Häufigkeit, mit der die Reichsgerichte in Anspruch genommen wurden.
Allein das Reichskammergericht wurde in den rund 300 Jahren seines Bestehens ca. 80.000 Mal angerufen. Dazu kamen die Verfahren vor dem Reichshofrat in Wien, von denen ein Großteil Untertanenprozesse waren, zwischen 1648 und 1806 etwa ein Viertel. Das kaiserliche Gericht in Wien wurde seit der zweiten Hälfte des 16. Jahrhunderts von den süddeutschen, katholischen Untertanen und Ständen bevorzugt, da zum einen seine Richterstellen rein katholisch besetzt waren und da es zum anderen in dem Ruf stand, schneller, effizienter und damit kostengünstiger, vor allem häufiger zugunsten der Untertanen zu entscheiden als das von den Landesherren mitkontrollierte Reichskammergericht. Dieses wurde bereits von den Zeitgenossen wegen seiner Schwerfälligkeit kritisiert, zumal die Stände oft mit der Bezahlung der von ihnen gestellten Richter in Verzug gerieten und die Ständevertreter sich oft gegenseitig blockierten. Einzelne Verfahren dauerten Jahrzehnte oder gar ein Jahrhundert. Die neuere Forschung hat jedoch ergeben, dass beide Reichsgerichte in den meisten Fällen relativ zügig entschieden.
Da das Reichskammergericht paritätisch mit Katholiken und Protestanten besetzt war, wurde es öfter als der Reichshofrat von den Protestanten aus dem Norden und Osten des Reichs bemüht. Damit trug es nach heutiger Forschungsmeinung zur Integration der seit dem Hochmittelalter reichsfernen Gebiete Niederdeutschlands in das Reich bei. Der Historiker Gerhard Oestreich sah in der Schaffung einer Rechtswegegarantie durch den Untertanenprozess auch einen Faktor, der die Entstehung eines deutschen Nationalbewusstseins gefördert hat:
„Reichspatriotismus und Kaiserverehrung treffen sich im Bewusstsein des Rechtsschutzes gegen Willkür und Despotismus durch die Reichsgerichte, Reichskammergericht und Reichshofrat, die über Religionsfreiheit, Auswanderungsrecht, Schutz des Eigentums, persönliche Freiheit, soweit sie damals rechtlich bestand, Briefgeheimnis und geordnetes Gerichtsverfahren wachten.“
Instanzen wie die Reichsgerichte verdeutlichten den Untertanen also ihre Zugehörigkeit zu einer staatlichen, rechtlichen und kulturellen Einheit, die das Territorium ihres jeweiligen Landesherrn überwölbte.

## Einzelbelege
1. ↑  Joachim Whaley: Das Heilige Römische Reich Deutscher Nation und seine Territorien, Bd. I: Vom Westfälischen Frieden zur Auflösung des Reichs 1648 – 1806, Verlag Philipp von Zabern, Darmstadt 2014, S. 57 f
2. 1 2  Schilling, Höfe und Allianzen, S. 114
3. ↑  so Georg Schmidt, Der Dreißigjährige Krieg, München 1995, S. 16 f
4. ↑  zit. nach Schulze, Reichstage S. 43–58
5. ↑  siehe hierzu: Reinhard, Geschichte der Staatsgewalt, S. 296–297
6. ↑  siehe hierzu: Georg Schmidt, Der Dreißigjährige Krieg, München 1995, S. 16 und Schilling, Höfe und Allianzen, S. 117
7. ↑  Joachim Whaley: Das Heilige Römische Reich Deutscher Nation und seine Territorien, Bd. II: Vom Westfälischen Frieden zur Auflösung des Reichs 1648 – 1806, Verlag Philipp von Zabern, Darmstadt 2014, S. 81–84
8. ↑  Oestreich, Verfassungsgeschichte, S. 43